# Hämeenlinnan Pallokerho Naiset 2017-2018
Questa voce raccoglie le informazioni riguardanti l'Hämeenlinnan Pallokerho Naiset nelle competizioni ufficiali della stagione 2017-2018.

## Organigramma societario
Area direttiva
- Presidente: Ville Kalliomäki

Area tecnica
- Allenatore: Luca Chiappini
- Allenatore in seconda: Sami Stenius, Matteo Pentassuglia

## Rosa
| N° | Nome                | Ruolo | Data di nascita  | Nazionalità sportiva |
| -- | ------------------- | ----- | ---------------- | -------------------- |
| 2  | Chloe Collins       | P     | 15 gennaio 1992  | Stati Uniti          |
| 3  | Silja Kosonen       | S     | 13 maggio 2000   | Finlandia            |
| 4  | Eveliina Smolander  | C     | 1º luglio 1992   | Finlandia            |
| 5  | Suvi Kokkonen       | S     | 1º febbraio 2000 | Finlandia            |
| 7  | Vicky Savard        | O     | 14 febbraio 1993 | Canada               |
| 8  | Laura Baggi         | S     | 2 gennaio 1992   | Italia               |
| 9  | Saana Koljonen      | L     | 22 agosto 1988   | Finlandia            |
| 10 | Yasmin Madsen       | C     | 27 maggio 1999   | Finlandia            |
| 11 | Salla Karhu         | S     | 9 aprile 1994    | Finlandia            |
| 13 | Maria Tuominen      | P     | 21 aprile 1982   | Finlandia            |
| 14 | Eveliina Rautiainen | L     | 1º aprile 1995   | Finlandia            |
| 15 | Daniela Öhman       | C     | 16 marzo 1997    | Finlandia            |
| 16 | Aleksandra Terzić   | S     | 10 luglio 1988   | Serbia               |

## Statistiche

### Statistiche dei giocatori
| Giocatrice    | L. Mestaruusliiga | L. Mestaruusliiga | L. Mestaruusliiga | L. Mestaruusliiga | L. Mestaruusliiga | Coppa di Finlandia | Coppa di Finlandia | Coppa di Finlandia | Coppa di Finlandia | Coppa di Finlandia | Coppa CEV | Coppa CEV | Coppa CEV | Coppa CEV | Coppa CEV | Totale | Totale | Totale | Totale | Totale |
| Giocatrice    | P                 | PT                | AV                | MV                | BV                | P                  | PT                 | AV                 | MV                 | BV                 | P         | PT        | AV        | MV        | BV        | P      | PT     | AV     | MV     | BV     |
| ------------- | ----------------- | ----------------- | ----------------- | ----------------- | ----------------- | ------------------ | ------------------ | ------------------ | ------------------ | ------------------ | --------- | --------- | --------- | --------- | --------- | ------ | ------ | ------ | ------ | ------ |
| L. Baggi      | 14                | 123               | 103               | 10                | 10                | 4                  | 25                 | 18                 | 5                  | 2                  | 1         | 3         | 2         | 1         | 0         | 19     | 151    | 123    | 16     | 12     |
| C. Collins    | 32                | 156               | 68                | 46                | 42                | 4                  | 20                 | 8                  | 8                  | 4                  | 2         | 5         | 3         | 0         | 2         | 38     | 181    | 79     | 54     | 48     |
| S. Karhu      | 32                | 264               | 190               | 15                | 59                | 4                  | 21                 | 15                 | 3                  | 3                  | 2         | 15        | 14        | 0         | 1         | 38     | 300    | 219    | 18     | 63     |
| S. Kokkonen   | 35                | 526               | 441               | 39                | 46                | 4                  | 33                 | 28                 | 4                  | 1                  | 2         | 13        | 11        | 2         | 0         | 41     | 572    | 480    | 45     | 47     |
| S. Koljonen   | 29                | 0                 | 0                 | 0                 | 0                 | 4                  | 0                  | 0                  | 0                  | 0                  | 2         | 0         | 0         | 0         | 0         | 35     | 0      | 0      | 0      | 0      |
| S. Kosonen    | 2                 | 0                 | 0                 | 0                 | 0                 | 0                  | 0                  | 0                  | 0                  | 0                  | -         | -         | -         | -         | -         | 2      | 0      | 0      | 0      | 0      |
| Y. Madsen     | 34                | 293               | 175               | 65                | 53                | 4                  | 34                 | 17                 | 14                 | 3                  | 2         | 12        | 8         | 3         | 1         | 40     | 339    | 200    | 82     | 57     |
| D. Öhman      | 35                | 405               | 276               | 89                | 40                | 3                  | 29                 | 21                 | 2                  | 6                  | 2         | 17        | 14        | 2         | 1         | 40     | 451    | 311    | 93     | 47     |
| E. Rautiainen | 26                | 4                 | 3                 | 1                 | 0                 | 2                  | 0                  | 0                  | 0                  | 0                  | 2         | 0         | 0         | 0         | 0         | 30     | 4      | 3      | 1      | 0      |
| V. Savard     | 36                | 480               | 381               | 57                | 42                | 4                  | 64                 | 50                 | 10                 | 4                  | 2         | 12        | 8         | 2         | 2         | 42     | 556    | 439    | 69     | 48     |
| E. Smolander  | 15                | 72                | 38                | 23                | 11                | 2                  | 9                  | 5                  | 2                  | 2                  | 0         | 0         | 0         | 0         | 0         | 17     | 81     | 43     | 25     | 13     |
| A. Terzić     | 14                | 60                | 46                | 7                 | 7                 | -                  | -                  | -                  | -                  | -                  | -         | -         | -         | -         | -         | 14     | 60     | 46     | 7      | 7      |
| M. Tuominen   | 20                | 0                 | 0                 | 0                 | 0                 | 1                  | 0                  | 0                  | 0                  | 0                  | 2         | 1         | 1         | 0         | 0         | 23     | 0      | 0      | 0      | 0      |

P = presenze; PT = punti totali; AV = attacchi vincenti; MV = muri vincenti; BV = battute vincenti